# 西苑街道 (昆明市)
西苑街道，是中华人民共和国云南省昆明市西山区下辖的一个乡镇级行政单位。

## 行政区划
西苑街道下辖以下地区：
凯苑社区、丽苑社区、秋苑社区、秀苑社区和春苑社区。